# Aarne Pohjonen
Aarne Anders Pohjonen (Finnország, Luhanka, 1886. március 29. – Finnország, Vaasa, 1938. december 22.) olimpiai bronzérmes finn tornász.
Az 1908. évi nyári olimpiai játékokon indult, és mint tornász versenyzett. Csapat összetettben bronzérmes lett.
Klubcsapata Ylioppilasvoimistelijat volt.